# Supracodale

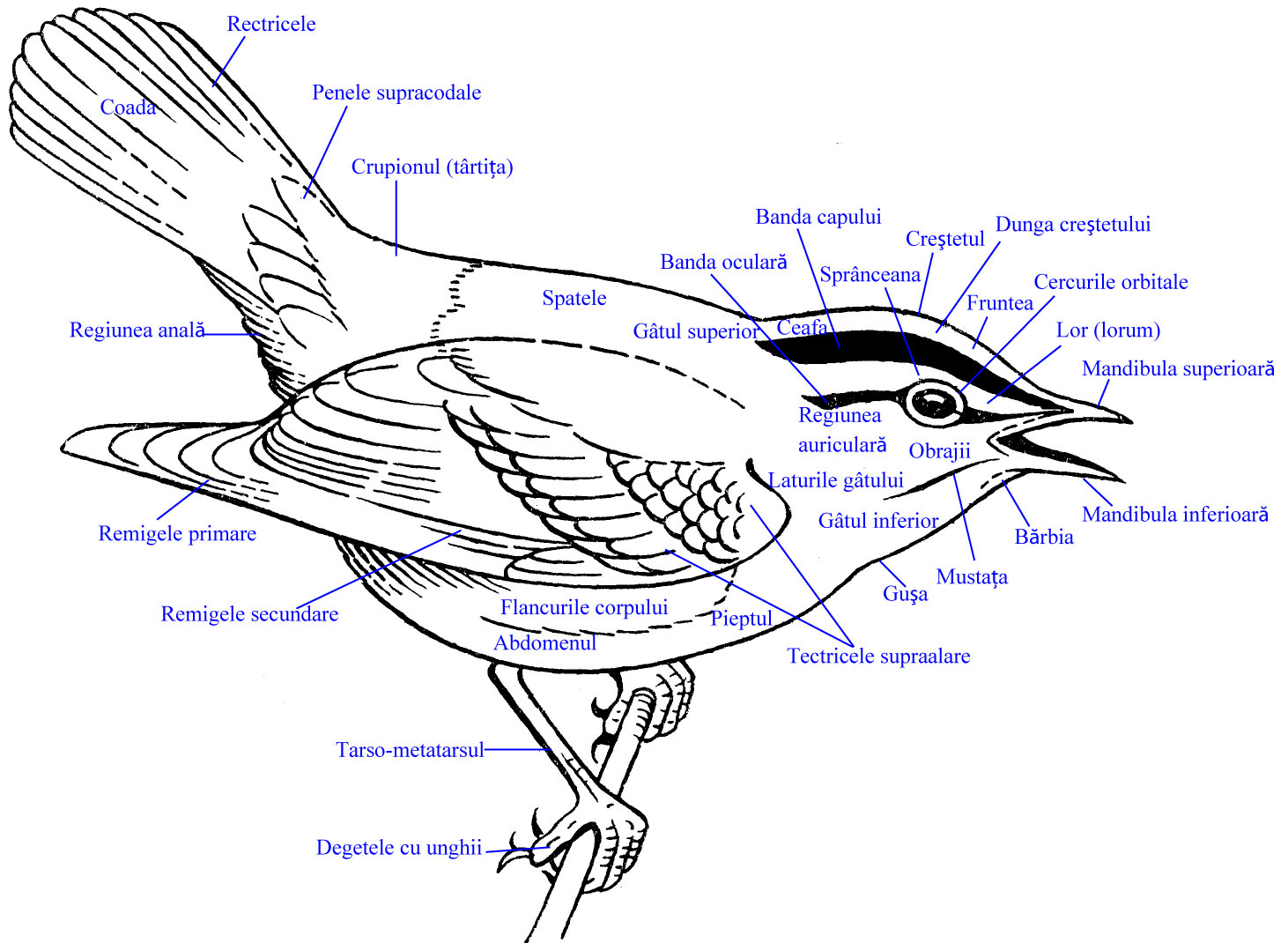

Supracodalele, numite și supracaudale, tectricele supracodale, tectricele supracaudale, penele  supracodale,  sunt niște pene mici care acoperă partea superioară a bazei cozii la păsări. Posterior ele acoperă dorsal baza rectricelor. Anterior supracodalele nu sunt clar delimitate de penele târtiței. Pot fi considerate că anterior se termină pe o linie imaginară trasă transversal printr-un punct de pe suprafața superioară a corpului deasupra orificiului anal (cloacei).

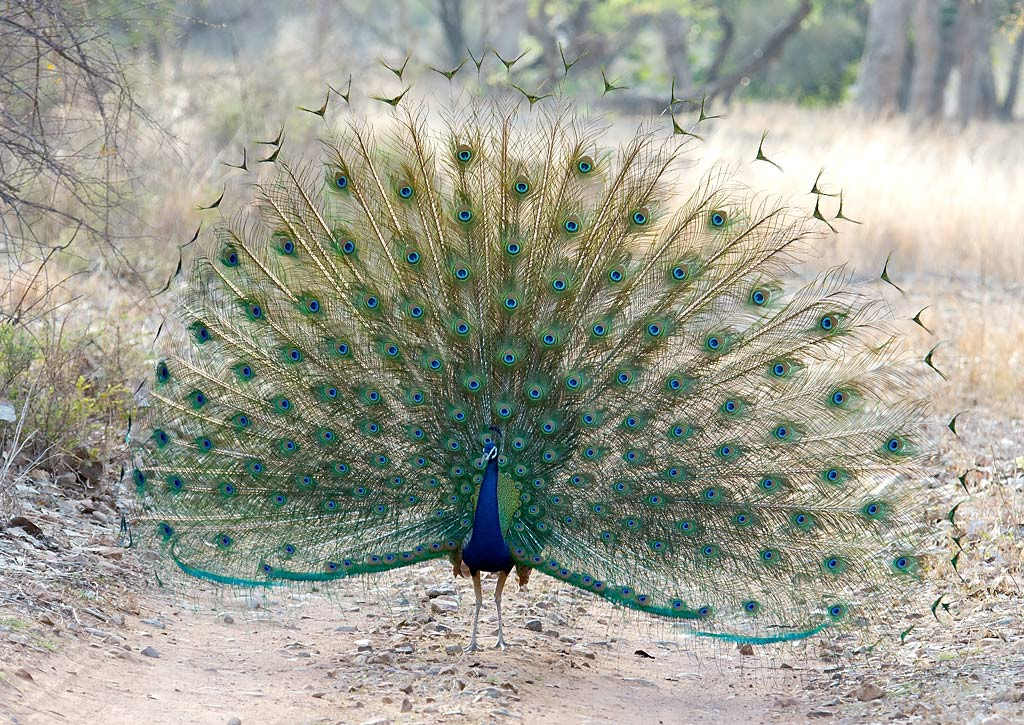
Masculul păunului asiatic (Pavo cristatus) are supracodalele foarte lungi, pe care le răsfiră în timpul paradei nupțiale.

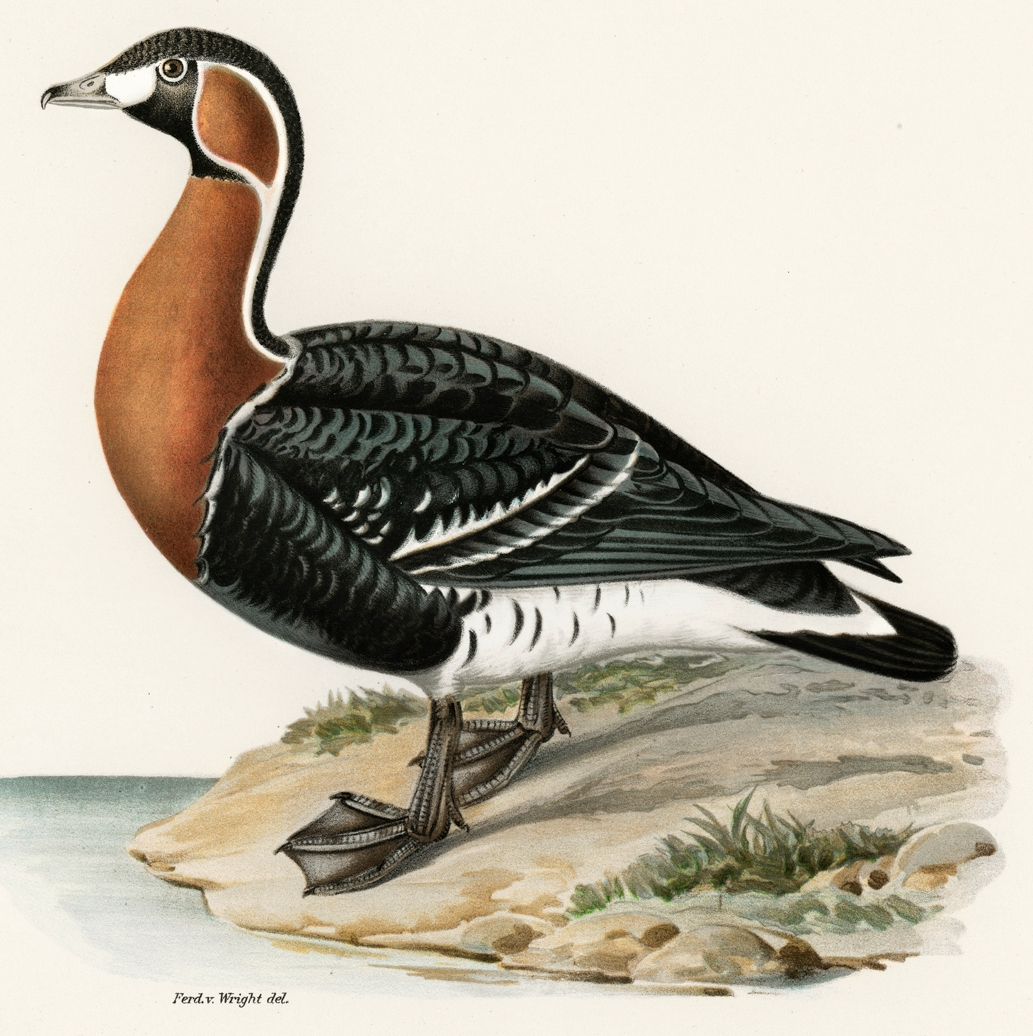
La gâsca cu gât roșu coada și târtița sunt negre, dar supracodalele și subcodalele sunt albe.

Coloritul supracodalelor este folosit în determinarea păsărilor. De exemplu la acvilă țipătoare mică (Aquila pomarina) în zbor se observă că supracodalele sunt albe. Gâsca cu gât roșu (Branta ruficollis) are coadă și târtița negre, dar supracodalele și subcodalele sunt albe. Supracodalele pot juca un rol important în timpul paradei nupțiale la unele specii de păsări. De exemplu la păunul asiatic (Pavo cristatus) masculul are supracodalele foarte lungi, care întrec cu mult vârful cozii (la femelă nu ajung vârful cozii) cu pete multicolore („ochii de păun”). În timpul paradei nupțiale, masculii își răsfiră coada lor lungă de 1,5 m pe care o desfac ca un evantai vertical, în felul acesta își marchează optic teritoriul de reproducere față de rivali și atrag în jurul lor mai multe femele.
În alte limbi supracodalele sunt numite: uppertail-coverts, upper tail coverts (engleză),  supracaudales, sus-caudales, couvertures supérieures de la queue (franceză), oberschwanzdecken (germană), надхвостье, верхние кроющие хвоста (rusă), sopracaudali, copritrici caudali superiori, sopracoda (italiană), supracoberteras caudales (spaniolă).